# Me Faz Te Conhecer
Me Faz Te Conhecer é um single do cantor e tecladista Marcio Pinheiro, além de ser o seu maior hit, este foi indicado ao Troféu Talento e ficou executada em diversos países, como Portugal, Estados Unidos, Venezuela e Argentina.